# Ghizlane Assou
Ghizlane Assou (en arabe : غزلان عسو), née en 1992, est une triathlète marocaine.

## Carrière
Ghizlane Assou est médaillée d'argent aux championnats arabes de triathlon en juin 2021 à Charm el-Cheikh. Elle fait partie de l'équipe sacrée championne d'Afrique en relais mixte quelques jours plus tard, toujours à Charm-el-Cheikh, avec Mehdi Essadiq, Islam Bkhibkhi et Badr Siwane.

## Palmarès
Le tableau présente les résultats les plus significatifs (podium) obtenus sur le circuit international de triathlon depuis 2021.
| Année | Compétition                                         | Pays   | Position          | Temps           |
| ----- | --------------------------------------------------- | ------ | ----------------- | --------------- |
| 2022  | Championnats d'Afrique de triathlon en relais mixte | Maroc  | Médaille d'argent | 1 h 43 min 44 s |
| 2021  | Championnats d'Afrique de triathlon en relais mixte | Égypte | Médaille d'or     | 1 h 35 min 48 s |